# Solar Baeta Neves
Solar Baeta Neves foi uma construção de estilo neocolonial na cidade histórica brasileira de Ouro Preto. A construção foi destruída por um deslizamento de terra em 13 de janeiro de 2022. O deslizamento de terra ocorreu no Morro da Forca, no centro histórico de Ouro Preto. Dez anos antes, no entanto, o casarão, que pertencia ao município e guardava alguns arquivos antigos da Secretaria de Patrimônio referentes a processos de construção, havia sido interditado por causa de outro deslizamento.

## Histórico
A construção data do século XIX. De acordo o Instituto do Patrimônio Histórico e Artístico Nacional (Iphan), o imóvel foi erguido por uma família de comerciantes às margens do Córrego Funil, próximo à Estação Ferroviária.